# Сибирякское муниципальное образование
Сибирякское муниципальное образование — муниципальное образование со статусом сельского поселения в 
Тулунском районе Иркутской области России. Административный центр — поселок Сибиряк.

## Демография
По результатам Всероссийской переписи населения 2010 года 
численность населения муниципального образования составила 622 человека, в том числе 297 мужчин и 325 женщин.

## Населенные пункты
В состав муниципального образования входят населенные пункты
- Сибиряк
- Натка